# Gare de Cogolin
Ne doit pas être confondu avec Gare de Cogolin La Foux appelée à l'origine gare de Cogolin Saint-Tropez.
La gare de Cogolin ou gare de Cogolin Grimaud est une ancienne gare ferroviaire française de la ligne de tramway de Cogolin à Saint-Tropez des Chemins de fer de Provence (CP), située sur le territoire de la commune de Cogolin, dans le département du Var en région PACA.

## Histoire
La mise en service du tramway Cogolin - Saint-Tropez le 1er juillet 1894 permet à ces deux localités d'être reliées au chemin de fer Toulon - Saint-Raphaël en gare de Cogolin La Foux. Les Chemins de fer de Provence font construire une gare servant également de dépôt à chaque terminus, à Saint-Tropez et l'autre à Cogolin à proximité du bourg le long de la route de Saint-Tropez (actuelle avenue Georges Clemenceau).
La gare comporte un long bâtiment voyageurs identique à celui de Saint-Tropez comportant un bâtiment à toit à longs pans à deux étages et deux travées adossé à un bâtiment à un seul étage et sept travées. Ce bâtiment tout comme celui de Saint-Tropez sera par la suite modifié, par l'ajout d'un étage à deux des sept travées (du côté du bâtiment à toit à longs pans) et l'ajout d'une halle à marchandise. 
Une remise est également construite. L'ensemble comporte trois voies dont deux côté quai, la troisième permettant l'accès à la remise, toutes trois se terminant en tiroir. 

La gare est désaffectée à la fermeture de la ligne le 14 mai 1948, quelques trains circulant jusqu'en 1949 entre Saint-Tropez et La Foux, les bâtiments seront démolis à la fin des années 1970 début des années 1980.